# Croce al merito dell'Arma dei carabinieri
La Croce al Merito dell'Arma dei Carabinieri è una decorazione al merito della Repubblica Italiana istituita con l'art. 31 del D. Lgs. n. 297 del 2000, normativa riordinata nel 2010.
Il relativo regolamento è stato emanato con Decreto ministeriale del 2001 che, all'articolo 3 stabilisce che tale decorazione è destinata a "ricompensare il concorso particolarmente intelligente, ardito ed efficace ad imprese e studi di segnalata importanza, volti allo sviluppo ed al progresso dell'Arma dei Carabinieri, da cui siano derivati a quest'ultima spiccato lustro e decoro. Il grado della ricompensa è commisurato all'importanza degli effetti conseguiti ed alle difficoltà superate nel corso dell'attività svolta".

## Descrizione
La decorazione è costituita da una croce patente ritondata piena, la quale misura 40 mm sia orizzontalmente, sia verticalmente.
Sul recto, riporta una circonferenza posta al centro dei bracci della croce, del diametro di 18 millimetri, entro la quale è inscritta la granata fiammeggiante simbolo dei Carabinieri, la quale è istoriata dal monogramma "R.I." (Repubblica Italiana). Sul verso, viene riportata la dicitura "Al Merito dell'Arma dei Carabinieri" lungo l'estensione dei bracci orizzontali; il braccio verticale superiore reca una corona turrita; quello inferiore le generalità della persona o ente cui la decorazione è concessa, nonché data e luogo dell'evento.
La croce è sostenuta da un nastro di colore rosso, istoriato verticalmente da tre filetti. Quello centrale, di colore bianco, è largo tre millimetri; quelli esterni, di colore azzurro, sono larghi sei millimetri.
Quando concessa a una persona, la Croce va portata sulla sinistra del petto, mentre va appuntata sulla bandiera o stendardo dei corpi che ne siano dotati. Il nastrino da divisa riporta al centro una corona turrita di color oro, argento o bronzo, a seconda del grado della decorazione.

## Decorati notevoli
- Bandiera d'Istituto della Scuola militare Nunziatella, 17 novembre 2012
- Luogotenente "Comandante Alfa", Gruppo di Intervento Speciale, 3 Aprile 2017
- Generale di corpo d'armata Carmelo Burgio, 28 Dicembre 2022

## Iconografia

Croce d'oro - recto
Croce d'argento - recto
Croce di bronzo - recto

Croce d'oro - verso
Croce d'argento - verso
Croce di bronzo - verso

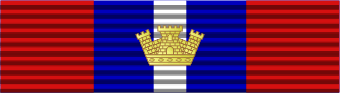
Croce d'oro - nastrino
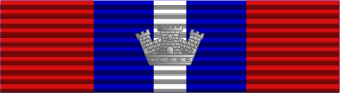
Croce d'argento - nastrino
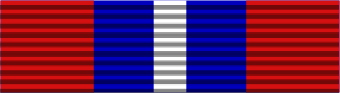
Croce di bronzo - nastrino